# Bíróczky János
Bíróczky János (Kispest, 1923 – Budapest, 1984. december) magyar nemzetközi labdarúgó-játékvezető. Beceneve: Csipogó. Egyéb foglalkozása: könyvkötő.

## Pályafutása

### Labdarúgóként
Ifjúsági korában, 15 évesen a Kispest sportegyesület kölyökcsapatában játszott, majd húsz évig futballozott, méghozzá igen jól. Játszott a Typográfia, az Állami Nyomda csapatában majd a Kispesti AC-ban. Négy alkalommal volt Budapesti Labdarúgó-szövetség, majd 1945 után a Munkás válogatott tagja. Játékvezetőként sem maradt el a labdarúgás, a Pénzügyőr SE csapatát erősítette az öregfiú bajnokságában. Tagja volt a játékvezetők nemzeti válogatottjának.

### Labdarúgó-játékvezetőként

#### Nemzeti játékvezetés
Játékvezetői pályafutása 1955-ben kezdődött, amikor a III. kerületi TSF által rendezett játékvezetői tanfolyamot kitűnő vizsgaeredménnyel végezte el. A kerületből a Budapesti Labdarúgó-szövetségbe (megyei szint) került játékvezetőnek, ahol Palásti Ferenc - a 30-as évek kitűnő játékvezetője - vette szárnyai alá. Labdaérzéke, a sportág ismerete gyors karriert biztosított számára, 1958-ban lett NB. III-as játékvezető, 1959-ben NB. II-es minősítést kapott.  1961-ben debütált az országos játékvezetői keret tagjaként. Az aktív nemzeti játékvezetéstől 1973-ban vonult vissza. NB. I-es mérkőzéseinek száma: 112.
| Időpont            | Helyszín                 | Mérkőzés típusa           | Mérkőzés               | Eredmény |
| ------------------ | ------------------------ | ------------------------- | ---------------------- | -------- |
| 1961. november 12. | Honvéd Stadion, Budapest | első NB. I-es mérkőzése   | Bp. Honvéd–Szegedi EAC | 1 : 2    |
| 1973. november 24. | Honvéd Stadion, Budapest | utolsó NB. I-es mérkőzése | Bp. Honvéd–Videoton    | 1 : 2    |

#### Nemzetközi játékvezetés
Az Magyar Labdarúgó-szövetség (MLSZ) Játékvezető Bizottsága (JB) felterjesztésére 1966-ban lett a Nemzetközi Labdarúgó-szövetség (FIFA) játékvezetői keretének tagja. Ezt a pozícióját 1969-ig sikeresen megőrizte. Több válogatott és nemzetközi klubmérkőzést vezetett, vagy működő társának partbíróként segített. Bíráskodott világbajnoki selejtezőkön, BEK, KEK EVK mérkőzéseken, egyéb UEFA tornákon. A magyar nemzetközi játékvezetők rangsorában, a világbajnokság-Európa-bajnokság sorrendjében többedmagával a 9. helyet foglalja el 4 találkozó szolgálatával.

#### Labdarúgó-világbajnokság
A labdarúgó világbajnokságra vezető úton Mexikóba a IX., az 1970-es labdarúgó-világbajnokságra a FIFA JB játékvezetőként foglalkoztatta.

##### 1970-es labdarúgó-világbajnokság

###### Selejtező mérkőzés
| Időpont          | Helyszín                     | Mérkőzés típusa           | Mérkőzés               | Eredmény | Nézők száma |
| ---------------- | ---------------------------- | ------------------------- | ---------------------- | -------- | ----------- |
| 1968. május 19.  | Práter Stadion, Bécs         | előselejtező (7. csoport) | Ausztria–Ciprus        | 7 : 1    | 27 171      |
| 1968. október 9. | Regenboog Stadion, Waregem   | előselejtező (6. csoport) | Belgium–Finnország     | 6 : 1    | 8 052       |
| 1969. június 15. | Vasil Levski Stadion, Szófia | előselejtező (8. csoport) | Bulgária–Lengyelország | 4 : 1    | 38 313      |

#### Labdarúgó-Európa-bajnokság
Az európai-labdarúgó torna döntőjéhez vezető úton Belgiumba a IV., az 1972-es labdarúgó-Európa-bajnokságra az UEFA JB bíróként alkalmazta.

##### 1972-es labdarúgó-Európa-bajnokság

###### Selejtező mérkőzés
| Időpont            | Helyszín                      | Mérkőzés típusa           | Mérkőzés            | Eredmény | Nézők száma |
| ------------------ | ----------------------------- | ------------------------- | ------------------- | -------- | ----------- |
| 1970. december 13. | Mithatpaşa Stadion, Isztambul | előselejtező (8. csoport) | Törökország–Albánia | 2 : 1    | 39 000      |

## Sportvezetőként
A Typográfia sportegyesület ügyvezető elnöke volt hosszú ideig.

## Sikerei, díjai
1968–1969 években a MLSZ Játékvezető Bizottsága az Év Játékvezetője elismerő címmel tüntette ki. Három alkalommal érdemelte ki a Kiváló Dolgozó kitüntetést.